# Чудин, Иван Викторович
Иван Викторович Чудин (род. 7 марта 1990, Свердловск) — российский футболист, полузащитник «Тюмени». Мастер спорта России (2024).

## Биография

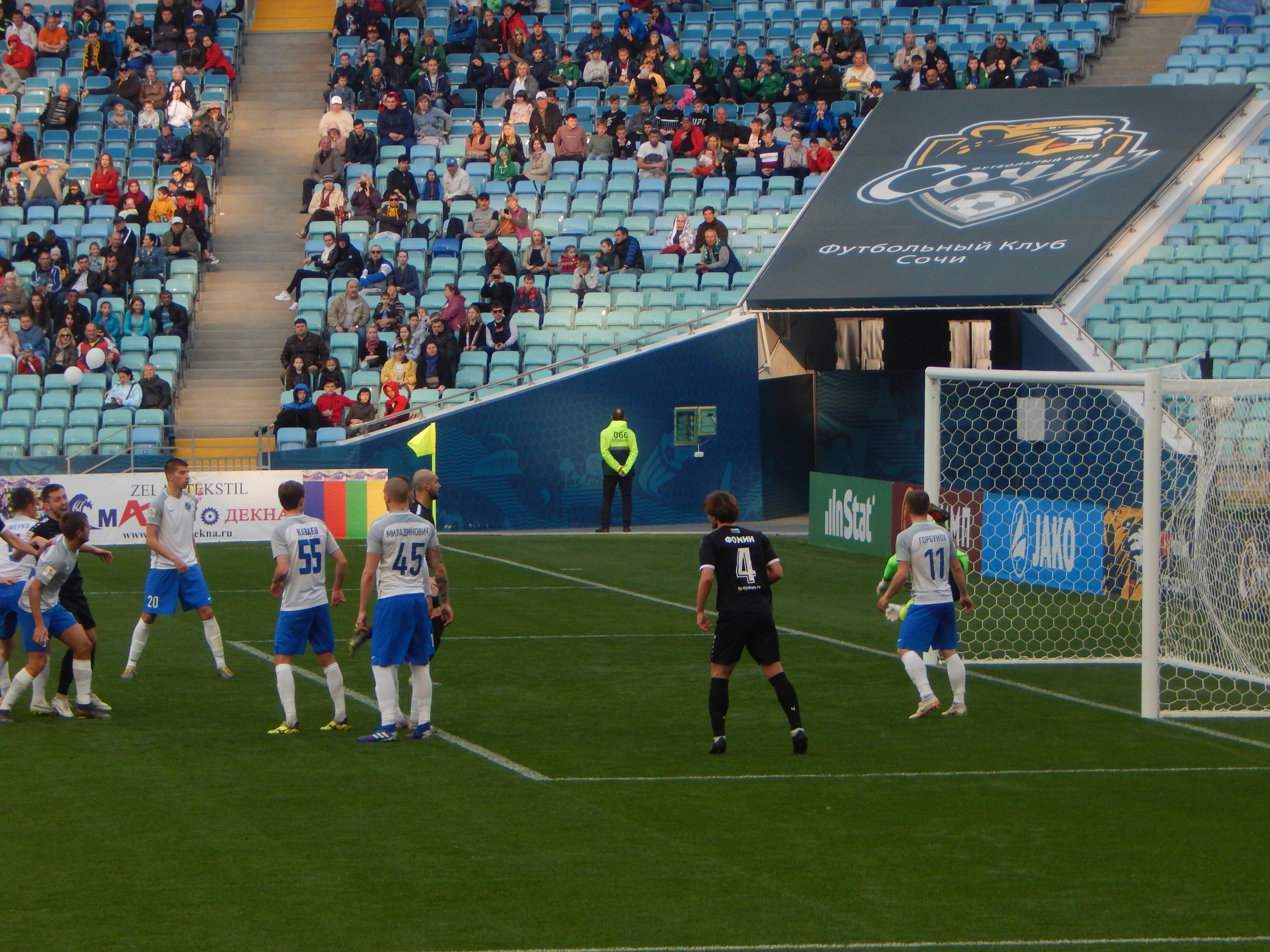
Гол Ивана Чудина в ворота ФК Сочи (апрель 2019)

Родился 7 марта 1990 года в Екатеринбурге и является воспитанником уральского футбола. Дебютировал в составе «Урала» 9 августа 2009 года в матче «первого дивизиона» против «Луч-Энергии». В 2010 году был отдан в аренду в клуб ПФЛ «Горняк», за который сыграл 23 матча и сенсационно дошёл до 1/8 финала Кубка России. В дальнейшем выступал в аренде за команды «Металлург-Кузбасс» и «Волга» (Ульяновск).
В сезоне 2014/15 вернулся в «Урал». На протяжении практически всего сезона включался в заявку клуба на матчи Премьер-лиги, однако выйти на поле смог лишь 3 июня 2015 года в первой игре с «Томью» в рамках стыковых матчей. Также сыграл один матч за «Урал» в Кубке России. В июле 2015 года был отдан в аренду в клуб ФНЛ «Тюмень», в котором провёл два сезона. В июле 2017 года подписал с «Тюменью» полноценный контракт.
Выступал за «Пари Нижний Новгород», а с 2020 года играл в «Акроне». 4 июня 2024 года покинул «Акрон» из-за окончания контракта. 19 июня 2024 года вернулся в «Урал». 24 июня 2025 года вновь стал игроком «Тюмени».

## Достижения
«Акрон»
- Бронзовый призёр Первой лиги России: 2023/24